# Expedice 10
Expedice 10 byla desátá posádka dlouhodobě obývající Mezinárodní vesmírnou stanici (ISS). Velitel Leroy Chiao (USA) a palubní inženýr Saližan Šaripov (Rusko) startovali z kosmodromu Bajkonur 14. října 2004 na palubě Sojuzu TMA-5, se stanicí ISS se spojili 16. října 2004. Na stanici přijali dva zásobovací Progressy a provedli dva výstupy do vesmírného prostoru. Po půlročním pobytu předali stanici Expedici 11 a přistáli na Zemi.

## Posádka
- Leroy Chiao (6) velitel – NASA
- Saližan Šaripov (2) palubní inženýr – Roskosmos (CPK)

V závorkách je uveden dosavadní počet letů do vesmíru včetně této mise.

## Záložní posádka
- William McArthur – velitel – NASA
- Valerij Tokarev – palubní inženýr – Roskosmos (CPK)

## Průběh mise
Expedice 10 startovala společně s ruským kosmonautem Jurijem Šarginem v Sojuzu TMA-5 z kosmodromu Bajkonur v Kazachstánu 14. října 2004 ve 03:05 UTC. U vesmírné stanice přistáli 16. října ve 4:16 UTC. Novou posádku přivítali členové Expedice 9: ruský velitel Gennadij Padalka a americký vědecký pracovník Michael Fincke. Během týdne nová posádka převzala stanici a 24. října se Padalka, Fincke a Šargin v Sojuzu TMA-4 vrátili na zem.
Běžnou rutinu života na stanici osvěžil přílet zásobovacího Progressu M-51 25. prosince 2004.
Dne 26. ledna Chiao s Šaripovem vystoupili do kosmického prostoru, věnovali se údržbě a kontrole systémů ISS a obsluze experimentů na povrchu stanice. Vycházka trvala 5 hodin 28 minut.
Od 2. března 2005 kosmonauti vykládali další zásobovací loď Progress M-52.
Druhý výstup podnikli kosmonauti 28. března 2005. Chiao s Šaripovem instalovali antény pro spojení s lodí ATV a vypustili malou (4,5 kg) družici TNS-0.
17. dubna 2005 přiletěli v Sojuzu TMA-6 Sergej Krikaljov a John Phillips (Expedice 11) s italským kosmonautem ESA Roberto Vittorim. Chiao s Šaripovem předali stanici nováčkům a s Vittorim se 24. dubna vrátili v Sojuzu TMA-5 na zem.